# Famille de Brichanteau
La famille de Brichanteau (que l'on trouve sous le nom de Brichantel, en particulier dans les temps reculés) est une ancienne famille noble française, originaire de l'ancienne Beauce. Elle doit son nom à la terre dite de Brichantel ou Brichanteau, une localité proche de Montlhéry. On trouve des traces de cette famille dès l’année 1132.
Elle a produit un amiral de France, un maréchal de France un évêque et duc de Laon, plusieurs chevaliers des ordres du roi... La maison de Brichanteau s'éteint avec Marie de Brichanteau, fille unique de Philibert de Brichanteau et de Claude de Meaux.
En 1612, la seigneurie de Nangis, en Seine-et-Marne est érigée en marquisat au profit d'Antoine de Brichanteau.

## Possessions
Cette famille a possédé les seigneuries de Mareuil, la Creusette, Saint Ambroix sur Arnon, Chandeuil, le Pondy, Rezay, Thevet, Bannegon, Naillac, le Blanc... les baronnies de Charenton, Meillant et Lignières, le marquisat de Nangis.

## Alliances
La famille de Brichanteau a contracté des alliances avec plusieurs maisons nobles françaises dont : maison de La Rochefoucauld, de Meaux Boisboudrau, de la Roche Aymon, Regnier de Guerchy, de Rochefort, le Bouteiller de Senlis, d’Aloigny, de la Grange, de l’Hôpital Vitry...

## Généalogie
Étienne de Brochantel
L'on trouve Étienne de Brochantel, lequel fut l'un des témoins présent à un acte passé fur la Mairie du lieu de Coulombs par Roger, abbé de ce monastère, lequel vivait l'an 1132. Il avait Geoffroy pour successeur en 1139. Il assista encore à un autre acte aussi sans date, passé par les moines de Coulombs sur leurs droits, dans la terre de saint Laurent, et eut pour femme Tescie. Il donna le fief de Villemandie en mariage à sa fille, laquelle le vendit ensuite du consentement de sa mere ; ses enfants furent
- Isabel de Brochantel, dame de Villemandie, qui épousa Dreux de Butigny[1] suivant l'acte de vente sans date qu'elle fit de son fief de Villemandie.
- Barbelote de Brochantel.

Richard de Brichantel
Richard de Brichantel  était un chevalier, qui donna à de Jean & Manerius ses frères deux arpents situés apud Almanum , à l'abbaye Notre-Dame de Coulombs, par acte sans date.
Richard et Manerius de Brichantel
Jean de Brichantel, frère de Richard de Brichantel, qui est nommé dans l'acte cité ci-dessus.
Manerius de Brichantel, autre frère de Richard, également nommé dans l'acte cité ci-dessus, fait donation après la mort de son frère Jean à l'abbaye Notre-Dame de Coulombs d'un arpent joignant ceux qui avoient été donnés à cette abbaye par Richard.
Robert de Brichantel
Robert Neptun de Brouchantel, chevalier, et Ameline sa femme, qui engagèrent pour 20 livres chartraines au mois de février 1225à l'abbaye de Coulombs les dimes qu'ils possédaient au territoire de Occhiis, dans le fief de Dreux de Goupillietes
Robert de Brichantel
Robert de Brochantel, écuyer, vendit en 1265 du consentement de Jeanne sa femme à l'abbaye de Coulombs une dime qu'il avait au territoire de Peronceaux, dans la paroisse de Nogent-le-Roi
Ferry de Brichantel
Ferry de Brichantel, chevalier, seigneur de Brichantel et de Germainville. Il rendit un aveu au château d'Anet, pour des héritages qu'il tenait en fief.
Jean de Brichantel
Jean de Brichantel, écuyer, vendit en 1332 avec Mabile, sa femme, à Martin le Breton, bourgeois de Senonches la métairie de l'Angle, située en la paroisse d'Ardele ou d'Ardela, par acte passé à la vicomté de Châteauneuf.
Jean de Brichantel
Jean de Brichantel, écuyer, seigneur de Brichantel vivant en 1362 et 1367.
Robert de Brichantel
Robert de Brichantel, chevalier, seigneur de Brichantel et d'Orienville. Il donna dénombrement de son fief d'Orienville en la paroisse de
Dannemarie, dans la châtellenie d'Houdant, à Jean de Mareul, au lieu d'Ivry-la-Chaussée, en janvier 1383.
Robert de Brichantel
Robert de Brichantel, écuyer, rend aveu de son hébergement de Brichantel à Étienne Morhier, chevalier, seigneur de Villiers-le-Morhier, par acte du 5 novembre 1389.
Jean de Brichantel
Jean de Brichantel, écuyer, servait en cette qualité dans la compagnie des gendarmes de l’Évêque de Beauvais, pair de France, en 1386.
Baudouin de Brichanteau
Baudouin de Brichanteau, écuyer, est cité dans un aveu rendu à l'évêché de Chartres le 13 mars 1398 par demoiselle Marie la Broceronne, veuve de Thibaut Gouffier, écuyer. 
- N. de Brichanteau, qui suivit comme Simon Morhier prévôt de Paris son oncle, le parti des Anglais contre le roi Charles VII. Il fut fait en 1435 capitaine de la Tour du Velin, ou du Venin, à Saint-Denis après que cette ville eût été démantelée par les Anglais, et l'année suivante, en 1436 son oncle ayant été fait prisonnier par les troupes du Roi au pont de Charenton, les habitants de Saint-Denis emmenèrent la mule de ce prévôt de Paris à la vue de la Tour du Velin, pour la faire voir à son neveu, lequel instruit par là du sort de son oncle se jeta avec quelques-uns de ses gens dans les fossés pour se sauver, et y fut assommé par les habitants des villages voisins qu'il avait précédemment pillés. Son corps fut apporté à la croix devant l'église principale de Saint-Denis, et y fut exposé un jour entier, puis inhume à l'Hôtel-Dieu. Ses gens eurent le même sort que lui.

## Filiation prouvée et suivie

### Robert de Brichantel
Robert de Brichantel, écuyer, rendit en cette qualité un aveu à la seigneurie de Ruz le 7 juillet 1396 et en reçut un le 23 septembre 1406 pour des héritages tenants à ceux d'Étienne Morhier, chevalier. Il fut père de :
- Jean de Brichantel, écuyer, qui suit.
- Autre Jean de Brichantel, écuyer, demeurant à Connay ou Couvay, qui fit donation par acte passé sous le scel de la châtellenie de Dreux le 2 août 1462 de tous les droits qui lui appartenaient en la paroisse de Germainville, provenant de la succession de feu Robert de Brichantel, écuyer, son père, en faveur de Charles de Brichantel, écuyer, son neveu, en considération de son amour naturel pour lui, et de tous les bons, agréables services et plaisirs qu'il en avait reçus. C'est peut être le même Jean de Brichantel, présent à la donation faite en 1467 en faveur du mariage du même Charles. Il ne vivait plus en 1506.

### Jean de Brichantel
Jean de Brichantel, écuyer, possedait à cause de sa femme la terre des Granches en 1440 en commun avec Gervais de Pruneault ou Pruveault, veuf d'Isabelle de Bouron, sœur de sa femme, et tuteur de Marion et de Renayde de Pruveault leurs filles, suivant un bail à titre de cens qu'ils passèrent ensemble sur des héritages dépendant de cette terre le 4 mars 1440. Il fut inhumé dans l'église Saint-Pierre de Montlhéry situé dans le château, suivant le testament de Charles son fils en l'an 1506.

Il était marié à Jeanne de Bouron , fille de Simon de Bouron , seigneur des Granches-lès-Chastres et de Basville, fut enterrée en l'église de Saint Clément de Chastres-sous-Montlhéry, suivant le testament de son fils avec laquelle il eut :
- Charles de Brichantel, dit Charlot, seigneur des Granches-lès-Chastres, qui suit.
- Jean de Brichanteau, écuyer, qui possédait en 1506 des biens situés aux lieux d'Avanteau et de Boisminart. Il céda par acte du 23 octobre de la même année à ses neveux et nièces, une pension viagère de 40 livres de rente, les droits qu'il pouvait avoir sur les lieux de Brichanteau, de Basville, de la Foleville, des Granches-lez-Chastres et de Boisminart. Il demeurait aux Granches en 1482 et est qualifié seigneur de Basville en 1483.
- Roberde ou Robine de Brichanteau, qui épousa en premières noces le noble homme Adam de Verton, écuyer, seigneur de Nouvillier en 1476 dont elle était veuve en 1478. Elle épousa en secondes noces, en 1485, Robert Picot, écuyer et seigneur de Brechereau en 1485. Elle fut de nouveau veuve en 1497.

### Charles de Brichantel
Charles de Brichantel, dit Charlot, écuyer, seigneur de Brichanteau, de Granches-lez-Chastres, de Basville, de la Foleville, de Verton, de Gurcy, d'Amilly, etc. acquit le 13 juin 1460 les droits de Marie de Pruveault sur la terre des Granches, et un fief à Senantes le 20 mai 1461. Il fut donataire en 1462 de ce que Jean de Brichanteau son oncle possédait en la paroisse de Germainville, acquit le 3 juin 1463 de Robert Mainterne, écuyer, seigneur de Ruffin, et de Jeanne de Crouy sa femme 10 sols de cens qui avaient appartenu à Baudouin de Brichantel & Thiphaine la Morhiere sa femme. Il plaidait le 16 août de la même année conjointement avec Marguerite de Girolles, femme de Belot de Brichanteau écuyer, au châtelet de Paris, contre Jean d'Ouville, qui se plaignait d'avoir été excédé par eux, et il lui fut fait défense par sentence du 7 mars suivant de méfaire au prieur de Chastres-sous-Montlhéry. Il passa un bail comme seigneur de la Foleville le 24 décembre 1468, fit hommage de sa terre de la Cour d'Averly à la seigneurie de Marigny le 9 juin 1473, reçut un aveu comme seigneur d'Averly le 10 mai 1474 et passa le 23. du même mois une transaction sur les droits de sa femme, dans la terre des Bordes de Compigny. Il acquit le 18 juillet 1476 de Roberde de Brichanteau sa sœur, pour 100 livres, les droits qu'elle pouvait avoir dans la succession de Jean de Brichantel écuyer, et de Jeanne de Bouron leurs père et mère, fit hommage et rendit aveu les 26 mars 1478 et 3 octobre 1481 de sa terre des Granches à la seigneurie de Bruyères-le-Chastel, par ce dernier acte il déclara que la seigneurie de Basville lui venait de Simon de Bouron, écuyer. Il obtint des lettres de sauve-garde et de Committimus aux requêtes de l'hôtel à Paris en mai 1480 dans lesquelles le Roi de France, Louis XI, le qualifie, « son cher et bien aimé échanson, Chartes de Brichanteau, écuyer ». Il émancipa Louis son fils le 13 octobre 1481 et céda par transaction du 13 juillet 1483 au curé de la paroisse de Brichant, et au sacristain de l'abbaye de Colombs la tierce partie des grosses dîmes, et des vins du village et terroir de Brichant, pour lesquelles ils avaient plaidé, s'en réservant seulement les hommages, à condition que ces bénéficiaires diraient chacun six Messes par an pour lui, pour ses père et mère et amis dans leurs églises, jusqu'à ce que lui ou ses hoirs eussent fait construire une chapelle en la seigneurie de Brichantel, auquel cas ils seraient tenus de venir dire six Messes chacun le 1er jour de chaque mois, pendant six mois dans cette chapelle, et en cas de refus le seigneur de Brichantel et ses hoirs pourraient reprendre d'autorité cette tierce portion de dîmes; cet acte fut ratifié le 1er juin 1484. Il avait fait hommage par procureur de sa terre de Brichanteau, située en la paroisse de Serville à la comté de Dreux le 21 juillet 1483 dont cette terre était tenue nuement sans moyen, déclarant qu'elle lui était échue par la mort de Jean de Brichanteau son père. Il acquit le 16 juin 1486 les droits de Gilles d'Hemery, écuyer, seigneur d'Hemery et de Sergines son beau-frère, sur la seigneurie de Vertron, et par le partage qu'il fit avec lui le 27 août 1487, il eut le château de la Motte, tenu en fief du Roi, sous la châtellenie de Provins, avec la basse-cour de Gurcy, tenue en fief de 1a terre de Pailly. Il avait reçu le 31 juillet de la même année de Louis son fils un hommage, qu'il scella de son sceau, sur lequel sont six besants (3, 2 et 1) cimier un homme armé à mi-corps, tenant une lance de la main droite. Il assista comme parent à une transaction passée le vendredi 20 février 1488 entre les seigneurs du nom de Villiers-Livry, et du Monceau-Tignonville, sur la terre de Bouron, avait rendu aveu de son fief d'Orienville en la paroisse de Dannemarie, châtellenie de Houdan, à la seigneurie de Mareuil le 17 mai 1487. Il plaidait étant veuf le 21 novembre 1491 au chatelet de Paris, et transigea le 12 décembre 1494 avec les abbé et religieux de Preuilly, au sujet de leurs prétentions sur la seigneurie de la Motte de Gurcy. 
II fit son testament le 19 mai 1506, par lequel il fit une fondation à l'église de Montlhéry pour prier Dieu pour le repos de l’âme de ses père et mère. Il y nomme Jean de Brichanteau son frère, Simon de Bouron son aïeul, et fait ses exécuteurs testamentaires Louis de Brichanteau son fils, Jean du Roux, seigneur de Cigy et Louis de Saint Phale seigneur de Cudot ses enfants. Il ordonna à ses héritiers de lui faire élever deux ans après sa mort une tombe avec les représentations et armoiries de lui et de sa femme dans l'église de Saint-Jacques de Gurcy s'il mourait en son château de la Motte de Gurcy, ou dans l'église de Saint Clément de Chartres, s'il mourait à Chartres.
Il était mort le 11 décembre suivant et fut enterré dans l'église de Gurcy.

Sa femme, Jeanne de Hemery, était la fille de Petrement alias Pierre de Hemery, écuyer, seigneur d'Hemery et de Sergines, et de Jeanne de Monceau, dame de Vertron  et de Montregnault. Le 25 juin 1457 elle n’était encore que fiancée lorsque Philippes de Chailly, sa cousine veuve de Jean Souef, lui fit donation de l'hôtel nommé la Cour d'Averly, avec justice, haute, moyenne et basse, mouvant en fief du château de Marigny, dans la châtellenie de Provins. Elle était morte en 1491.

Le couple eut comme enfants :
- Louis de Brichanteau, seigneur de Brichanteau, qui suit.
- Pernelle de Brichanteau, qui épousa par contrat du 27 mars 1485 Pierre le Prince, écuyer, seigneur de la Bretonnière , près Chastrès sous Montlhéry, maitre d'hôtel du Roi, décédé en 1505. Elle eut pour son partage en 1508 les terres et seigneuries de Basville et la Folleville, le lieu seigneurial des Granges, et transigea sur ce partage avec Marie de Brichanteau, dame de Saint Phale, sa sœur le 6 septembre 1510. Elle mourut le 25 juillet 1524. Son épitaphe était dans l'église du château de la Bretonnière.
- Catherine de Brichanteau, mariée par contrat du 16 mai 1490 à Jean du Roux, écuyer, seigneur de Sily et de Tachy , exécuteur testamentaire de son beau-pere en 1506. Elle eut pour son partage en 1508, 1a terre et seigneurie de la Cour d'Averly avec les fiefs de Lesquillier, Boisminart, etc. Son mari avait la garde-noble de leurs enfants en 1525.
- Marie de Brichanteau, qui épousa en premières noces, par contrat du 7 janvier 1496, Louis de Saint Phale, écuyer, seigneur de Cudot, exécuteur testamentaire de son beau-père Charles de Brichantel en 1506. Elle eut en dot la moitié de la terre et seigneurie des Bordes, de Compigny-lez-Bray-sur-Seine, et par partage de l'an 1508 ces mêmes terres avec justice, haute, moyenne et basse et 50 livres de rente sur celle des Granches. Son premier mari était mort le 6 septembre 1510 lorsqu'elle transigea avec Pernelle sa sœur aînée. Elle était remariée le 7 janvier 1511 à Philippe de Savoisy[5], écuyer, seigneur d'Ormoy, lorsqu'elle donna une quittance à Louis son frère, avec lequel son second mari et elle transigèrent le 10 août 1515.

### Louis de Brichanteau
Louis de Brichanteau, seigneur de Brichanteau, de la Motte de Gurcy, de Germainville , d'Orienville, etc. n'avait que 12 ans et étudiait à Paris, lorsque son père l'émancipa le 13 octobre 1481. Le 24 janvier 1492 il se présente au châtelet de Paris pour faire retrait des fiefs de Montendre et du Colombier sis à Maisoncelles, que ses père et mère avaient vendus à Jacques de Hoderan. Il est qualifié, écuyer, seigneur de la Motte de Gurcy, dans un hommage qu'il rendit à la chambre des comptes le 27 janvier 1500, pour la part qu'il avait dans deux étangs de Montregnault, tenus de la Grosse Tour de Sens. Il obtint en qualité d'écuyer, seigneur de Brichanteau et des Granches-lez-Chastres une sentence du bailli de Dreux le 11 décembre 1506,  portant main-levée de la saisie de ses fiefs et seigneuries assis à Germainville et à Serville, à lui échus par les trépas de Charles de Brichanteau, seigneur des mêmes lieux, son père, de Jean de Brichanteau son aïeul, comme ayant représenté les hommages de 1483 et 1489. Par le partage qu'il fit avec ses sœurs le 12 janvier 1508, des successions de ses père et mère, il prit pour sa part les terres et seigneuries de Brichanteau, d'Orienville, de Serville, de Germainville , Gurcy-la-Motte , la Basse-Cour , Vertron , la Brosse et Montregnault , avec leur justice , haute, moyenne & basse. Il fit hommage d'un fief sis entre le pont de la Folleville et la terre de la Bossière au seigneur du Coudray le 19 mai 1509 et le 11 janvier de la même année de son hôtel, fief, terre et seigneurie de Brichantel au seigneur de Villiers-le-Morhier. Il fit son testament le 12 mai 1519 et élu sa sépulture en l'église de Saint-Jacques de Gurcy près de son père, où il ordonna qu'on mît au bout de l'an une tombe avec ses armes.

Il fut marié en premières noces, le 30 juillet 1503, à Agnès de Choiseul, fille de Pierre de Choiseul, dit Gallehaut, seigneur de Doncourt et de Fresnoy , et de Catherine du Plessis-Barbery , dame de Chevigny.

Il se maria en secondes noces, le 16 août 1507, à Marie de Veres, dame de Nangis, de Vienne, de Valjouan, de Bailly, d'Encuens , de Nesle-la-Gilberde, de Cerqueux, de Beauvoir et d'Amilly, fille de Jean de Veres, seigneur de Beauvais-Nangis, et de Marie de Coutes. Elle se remaria le 26 mai 1523 à François d'Anglure, chevalier baron de Boursault et d'Estauges. La tutelle de ses enfants de son premier mari fut donnée à Jean de Bresnes écuyer, seigneur de Bombon, qui en cette qualité de tuteur et de curateur fit hommage en leur nom de la seigneurie de Brichanteau au seigneur de Villiers-le-Morhier le 25 août 1525. Elle fit donation à Claude d'Anglure son fils de son second mari le 30 juin 1527 ratifiée par elle le 3 avril 1529 des seigneuries de la Motte de Nangis, du Buisson, de Montramble, etc.  mais deux ans après la mort de ce fils elle révoqua cette donation le 10 novembre 1546. Étant alors encore veuve de son second mari, elle céda seulement aux enfants de ce second lit ses droits de douaire et d'acquêt pendant sa  communauté avec le vicomte d'Estauges, avec la dot d'Isabeau d'Anglure, dame de Molins, fille du premier mariage du vicomte d'Estauges, afin qu'en cette considération tous les biens qui lui appartenaient en propre fussent partagés suivant la coutume entre ses enfants des deux lits. Les terres de Beauvoir ou Beauvais et de la Motte de Nangis lui venaient de la succession de Jeanne de Chailly, morte sans enfants de Matthieu, bâtard d'Harcourt son mari. La terre de Nangis avait été possédée jusques dans le XVe siècle par la branche des seigneurs de Saint-Leu et de Deuil, de la maison de Montmorency, dans laquelle elle était entrée par le mariage de Bouchard de Montmorency, seigneur de Saint-Leu et de Deuil en 1260 avec Philippe Britaut dame de Nangis, qui descendait de Pierre Britaut, seigneur de Nangis, par Helvise dame de Nangis sa femme, et avant ce temps cette terre avait appartenu dans le XIIe siècle à Flore ou Fleury bâtard du roi Philippe Ier qui avait épousé l'héritière de Nangis. Marie de Veres fit donation de ses terres de la Motte-Nangis, Encuens, de Bailly, du Buisson, du Clozeau, Apseaume, des Loges, Villerot, Corbenaut, Vienne, Montramble et Amilly avec quelques fiefs et rentes à Nicolas de Brichanteau son fils le 13 mars 1553 et par son testament du 14 du même mois, elle le nomma son exécuteur testamentaire, et demanda d’être enterrée en la chapelle de saint Antoine d'Estauges près son second mari. 
Elle mourut à Amilly le 1er avril 1554. Son cœur fut inhumé à Nangis.
Si Louis de Brichanteau n'eut pas d'enfants d'Agnès de Choiseul sa première épouse, il en eut 11 de sa seconde épouse Marie de Vères, dame de Tancarville :
- Antoine de Brichanteau, né le 31 août 1508 qui mourut jeune.
- Marie de Brichanteau, née le 11 mars 1509 épouse en premières noces, le 25 mai 1523 Gilles d'Anglure, écuyer, fils de René d'Anglure vicomte d'Estauges puis en secondes noces Louis de Billy, chevalier, seigneur de Prunay, fils puiné de Perceval de Billy, seigneur de Courville et d'Yvor, gouverneur de Guise, et de Louise de Vieux-Pont. Ils eurent comme enfants Geoffroy de Billy et Jacques de Billy de Prunay. Marie de Brichanteau était morte en 1553.
- Nicolas de Brichanteau, seigneur de Brichanteau, né le 30 janvier 1510 qui suit
- Anne de Brichanteau, née le 16 mai 1512, décédée le 23 juin 1513.
- Jean de Brichanteau, né le 23 juin 1513, décédé le 5 août 1514 .
- Crépin de Brichanteau, né le 5 août 1514, évêque de Senlis
- Michel de Brichanteau, né le 16 septembre 1516, décédé le 23 octobre 1517.
- Claude de Brichanteau, né le 25 octobre 1517, décédé le 8 mars 1518.
- Geoffroy de Brichanteau, né le 8 mars 1518 présenté de minorité dans l'ordre de Saint-Jean de Jérusalem en 1534[7]. Il fut tué au combat de Zoara en Barbarie le 14 août 1552 où il servait sous le prieur de Capoue[8].
- Jeanne de Brichanteau, née le 29 avril 1520, décédée le 12 septembre 1521.
- Geneviève de Brichanteau, née le 12 septembre 1521, religieuse à l'abbaye du Moncel près de Saint-Mexant, en 1553.

### Nicolas de Brichanteau
Nicolas de Brichanteau, seigneur de Brichanteau, de Beauvais-Nangis, de Gurcy, etc. chevalier de l'ordre du Roi, capitaine de cinquante hommes d'armes, connu sous le nom du seigneur de Beauvais, est né le 30 janvier 1510. Il fit hommage de la terre de Brichanteau au seigneur de Villiers-le-Morhier le 11 juillet 1530. Il servit pendant près de 30 ans dans la compagnie des ordonnances du Roi, sous la charge d'Antoine de Bourbon, duc de Vendôme, devenu roi de Navarre. Il était homme d'armes en 1534, porteur de guidon en 1544, sous-lieutenant en 1545, écuyer puis lieutenant d'écurie du Roi en 1548. En 1553, il était gentilhomme de la chambre du Roi et fut fait capitaine de cinquante lances des ordonnances du Roi en août 1557. La même année il est fait commandant en chef dans la ville de Guise, et fut gratifié le 3 mars 1558 d'un brevet de 2 000 livres de pension. Il prend la qualité de chevalier de l'ordre du Roi dans une quittance du 22 août 1559. Il fut fait chevalier de l'ordre du Roi par Charles IX à Poissy en 1560. En 1561 il a des quittances pour ses gages de capitaine de quarante et cinquante lances des ordonnances. Le 9 juillet 1562, il fut établi lieutenant gênerai du Royaume et pour commander dans la ville de Tours en l'absence du duc de Montpensier, Louis, par commission du roi de Navarre, lieutenant général du Royaume. En décembre 1562, il est dangereusement blessé à la bataille de Dreux, où il commandait la cavalerie, et resta prisonnier. Il convint de sa rançon que les mémoires de Nicolas de Brichanteau, son petit-fils, font monter à 5 000 écus. Il prit un passeport le 1er février 1563 à Orléans de l'Amiral de Châtillon il se retira chez lui, fit son testament au château de Nangis, et vécut jusqu'au 11 septembre 1564, âgé de 54 ans, suivant son épitaphe, qui est sur son tombeau celui de sa femme dans l’église de Nangis. 

Il se marie, en présence du cardinal de Lenoncourt son oncle, par contrat passé à Reims le 15 mai 1539 à Jeanne d'Aguerre, fille d'Honoré d'Aguerre, chevalier, baron de Vienne, seigneur d'Elize, etc. et de Jacquette de Lenoncourt.  En octobre 1549, après la mort de son père elle partagea sa succession avec ses frères et sœurs et leur mère et eut pour sa part les terres et seigneuries de Ville-sur-Tourbe, Minaucourt-le-Mesnil-lès-Hurlus, la Glayolle, le Mesnil-Velus, Rouvroy et Berzieux, et la cense du Chesnoy, relevant du château de Sainte-Menehould, avec la moitié de la terre de Montbaudet, tenue de la baronnie de Bussy-le-Châtel, et 2 000 livres pour faire un bâtiment à Ville-sur-Tourbe. Elle donna quittance, étant veuve, le 29 décembre 1564 de 317 livres sur ce qui était dû à feu son mari jusqu'au jour de sa mort, à cause de son état de capitaine, qu'eut la garde-noble de ses enfants, et obtint le 30 novembre 1565 souffrance de l'hommage dû par son fils pour sa terre de Brichanteau au sieur de Villiers-le-Morhier, attendu sa minorité, fut déchargé de la contribution à l'arrière-ban pour sa terre d'Amilly, par sentence du bailly de Meaux du 15 novembre 1569 pour celles de la Motte de Gurcy, de Beauguichel, de Charmoy, Chalantré, la Reporte, la Malmaison, la Haye-Jutard, et les fiefs des Salles, d'Ambly et de Réveillon, par autre sentence du bailly de Provins, du 17 janvier 1570 rendit aveu de la terre de Serville au comté de Dreux le 8 août 1572 assista au partage fait de son consentement entre ses enfants le 3 janvier 1585, fut déclarée exempte de contribution à l'arrière-ban pour tous ses fiefs et tenements
nobles, en considération des services de feu son mari et de ceux de son fils, par lettres du Roi du 26 mars 1588. Elle ne vivait plus en 1612.

Nicolas de Brichanteau et Jeanne d'Aguerre eurent :
- Marie de Brichanteau, née le 28 février 1549. Elle épousa, par contrat du 8 mai 1549 de Claude de Bauffremont baron de Sennecey, gouverneur d'Auxonne, fils de Nicolas de Bauffremont, seigneur de Sennecey et de Denise Patarin. Elle eut en dot la terre d'Amilly, une somme de 8 000 livres, 200 livres de rente, et reçut un nouveau partage par indivis avec sa sœur en 1585. Elle était veuve en 1612 et mourut au mois de septembre 1614.
- Antoine de Brichanteau, né le 6 avril 1552, marquis de Nangis, amiral de France qui suit
- Claude de Brichanteau, né le 24 septembre 1555, décédé le 3 décembre 1556
- Madeleine de Brichanteau, née le 3 décembre 1556, décédée le 6 décembre 1556
- Françoise de Brichanteau, née le 3 janvier 1559. Elle épousa par contrat du 18 août 1580 Louis Gallucio de l'Hôpital, marquis de Vitry, chevalier des ordres du Roi, fils de François de L'Hospital, seigneur de Vitry, et d'Anne de la Chastre. Elle mourut en 1640.

### Antoine de Brichanteau
Antoine de Brichanteau, marquis de Nangis, chevalier des ordres du Roi, Amiral de France, colonel du régiment des Gardes françaises, est né le 6 avril 1552. 
Il se marie par contrat du 19 février 1577 avec Antoinette de la Rochefoucaud, dame de Linières, fille de Charles de La Rochefoucauld, seigneur de Barbesieux, chevalier des ordres du Roi, et de Françoise Chabot. Elle eut en dot 30 000 livres, avec la baronnie de Linières, évaluée 4 000 livres tournois de rente, et rachetable à la volonté de ses père et mère pour le prix de 100 000 livres. Elle décède le 5 mai 1627.
Antoine de Brichanteau et Antoinette de la Rochefoucaud eurent 14 enfants :
- Antoinette de Brichanteau, mariée en 1614 à Renaud de la Roche-Aymon, baron de Bermond et de Magnac, décédée en mars 1669.
- Lucie, ou Julie de Brichanteau, qui épousa par contrat du 6 février 1618 Claude du Régnier, baron de Guerchy. Claude Louis François Régnier de Guerchy est leur petit-fils.
- Henry de Brichanteau, né le 13 novembre 1578, mort jeune.
- Charles de Brichanteau, né le 28 juillet 1579, mort jeune.
- Antoine de Brichanteau, né le 12 avril 1580, mort aussitôt après sa naissance.
- Nicolas de Brichanteau marquis de Nangis, baron de Charenton, de Meillan, etc., né en 1584, mort en 1654.
- Jean de Brichanteau, né le 3 août 1584, mort jeune.
- Philippe de Brichanteau, baron de Linières, né le 23 juillet 1587. Capitaine de 50 hommes d'armes, et des Suisses de Gaston de France, duc d'Orléans, il eut commission de capitaine d'une compagnie de 60 hommes de guerre à cheval le 21 février 1617. Il avait une pension de 1 500 livres sur l'épargne, qui lui fut confirmée par lettres du 10 décembre 1629. Il avait eu en partage la terre de Linières, avec celle de Rezé et du Thené, suivant la transaction qu'il passe avec son frère aîné en 1625. Il reprend son château de Linières sur celui qui s'en était emparé pendant les troubles des Guéridons et mourut à Paris le 2 mars 1639. Son corps fut porté à Linières, son cœur à Nangis, et ses entrailles inhumées dans la chapelle de Notre Dame-de-Lorette en l’église du Temple à Paris[9]. Il se maria par contrat du 26 mars 1613 avec Claude de Meaux de Bois-Boudran, fille de Claude de Meaux, seigneur de Bois-Boudran et de Boyer en Brie, écuyer de la grande écurie du Roi, gouverneur de Montereau, et de Catherine d'Elbene. Elle était née le 10 novembre 1596 et mourut le 16 avril 1584 suivant son épitaphe en l’église de Fontenailles-en-Brie.

Ils eurent 1 fille, Françoise-Marie de Brichanteau, qui mourut jeune, sans avoir été mariée, le 20 mars 1552 et qui fut enterrée au Temple à Paris.
- François de Brichanteau, mort le 29 décembre 1656 baron de Gurcy, seigneur de Benegon, et fils puîné d'Antoine de Brichanteau, marquis de Nangis, Amiral de France, qui créa la branche de Gurcy.
- Benjamin de Brichanteau né le 10 septembre 1585 et mort le 14 juillet 1619, abbé de Barbeau, de abbaye Sainte-Geneviève de Paris, évêque titulaire de Philadelphie-en-Arabie[10], est le coadjuteur de son oncle Geoffroy de Billy et lui succède comme évêque-duc de Laon (1612-1619) et pair ecclésiastique de France[11].
- Philibert de Brichanteau né le 25 juillet 1588 et mort le 22 décembre 1652, abbé de Saint-Vincent de Laon, évêque-duc de Laon (1621-1652)[12], député à l’assemblée du clergé à Fontenay-le-Comte.
- Alfonse de Brichanteau, est présenté dans l'ordre de Saint-Jean de Jérusalem au grand prieuré de France en 1624[7] et est tué à la prise de Sainte-Maure en Barbarie[13] le 26 mai 1625 suivant l'épitaphe que le marquis de Nangis fit faire pour lui à Nangis en 1633.
- Charles de Brichanteau, fit ses preuves au grand prieuré d'Auvergne de l'ordre de Saint-Jean de Jérusalem le 27 juillet 1610 et elles furent reçues le 24 juillet 1611[7]. Il fut tué au combat, le 26 juin 1626 lors d'un combat près de Saragouse entre les galères de l'Ordre où il servait, et les galiotes de Bizerte, suivant le monument que le marquis de Nangis son frère lui fit faire à Nangis en 1633.
- Antoine de Brichanteau, abbé de Barbeau en 1625 et d'Ecurey en 1631. Il meurt en octobre 1638. Il laisse un fils naturel nommé La Coudraye, qui vivait au château de Nangis en 1648.

### Nicolas II de Brichanteau
Nicolas II de Brichanteau, marquis de Nangis, baron de Charenton, de Meillant, etc. chevalier des ordres du Roi, capitaine de cinquante hommes d'armes, maréchal de ses camps et armées, conseiller du conseil d’État et Privé, capitaine des toiles et chasses du Roi, par provisions du 23 janvier 1595 dont il se démit en 1616. Il avait été gratifié d'une pension de 3 600 livres sur le trésor de l'épargne, par brevet du 27 mai 1611 cette pension fut augmentée jusqu'à 6 000 livres par autre brevet du 6 novembre 1616. Il fut capitaine d'une compagnie de soixante chevau-légers, par commission du 14 mars 1619, et reçu chevalier des ordres du Roi le 31 décembre 1619. Il fut fait capitaine-lieutenant de la compagnie de chevau-légers sous ce nom d’Enghien, par commission du 28 octobre 1621. Il est qualifié « conseiller du Roi en ses conseils d’État et Privé », dans un hommage qu'il rendit par procureur pour sa terre de Brichanteau à la seigneurie de Villiers-le-Morhier le 6 mai 1622 et transigea avec ses frères sur leur partage le 13 février 1625. Les terres de la Croisette, Saint-Ambrois, le grand Malleray, Mareuil, l'Eschalusse et les Forges qui en dépendaient, lui furent adjugées sur le pied de 158 882 livres et 2 sols pour les droits successifs et autres de sa femme dans la maison de Rochefort, par sentence du 29 octobre 1635 du lieutenant gêneral d'Issoudun, qui avait été nommé commissaire en cette partie par arrêt du parlement de Bordeaux du 5 février précédent, et il en prit possession le 30 octobre 1635. Il fut nommé commandant de la ville et citadelle de Laon le 5 août 1636 puis dans la ville de Troyes en Champagne le 27 juin 1641 et dans la ville et citadelle de Laon en l'absence du maréchal d'Estrées le 8 février 1642 et fit hommage de sa terre de Brichanteau au comté de Dreux le 3 août 1643. Il obtint après la mort de son fils le régiment de Picardie, par commission du 1er septembre 1644 et donna à Charles son fils le 16 mars 1648 ses terres de Nangis, Fontaines, Bailly, la Chapelle, Arablay, Clos-Fontaine, Vienne, Montramble, Carroy, Marchais, Malnouë et les Clos situez au bailliage de Melun, avec celle de Brichanteau sise en la coutume de Chartres, et la moitié des terres de Lezines et de Sougnoles au bailliage de Provins, avec substitution pour Claude-Alfonse son autre fils. Il renouvela cette donation le 29 juillet 1652 et y ajouta la terre de Mareuil-en-Berry, et celles de Meillant, Charenton, Pontdix et Mareuil-en-Bourbonnais, avec ses droits sur la baronnie de Linieres, et substitution des terres de Brichanteau et baronnie de Linieres seulement pour les enfants du baron de Gurcy son frère. Il fait son testament à Nangis le 17 avril 1648 et ordonna sa sépulture auprès de sa première femme en la chapelle de Nangis. Il était mort en novembre de la même année.

Une première fois, il se maria par contrat du 15 septembre 1612 à Françoise Aymée de Rochefort, fille d'Anne de Rochefort, seigneur de Mareuil, baron de Frolois, et de Charlotte de Sautour. Elle eut en mariage la terre de Mareuil au bailliage d'Issoudun avec le fief d' Eschaluze, évalué à 83 800 livres pour sa part de la succession de sa mère. Elle fut instituée héritière universelle par le testament d'Antoine de Rochefort son oncle, baron de Frolois, coseigneur de Poiseux et de la Perrière, le 1er avril 1617. Elle testa à Mareuil le 12 janvier 1637 et était morte le 19 octobre 1638.

Ils eurent 9 enfants :
- Edmé de Brichanteau, né le 2 juin 1614 mourut peu après son baptême.
- Antoine de Brichanteau, né le 30 juin 1615 mourut jeune.
- Antoinette de Brichanteau, née le 17 juin 1616 épousa par contrat du 18 octobre 1634 François d'Hôtel-d'Escos, seigneur de Doncourt et de Longchamps, dit le marquis d'Escos. Elle eut en dot 63 000 livres et céda ses prétentions sur la succession de sa mère à ses frères le 9 mars 1645.
- Philippes de Brichanteau mourut à l'âge de dix ans.
- François de Brichanteau, marquis de Nangis, né le 4 octobre 1618 fut appelé à la substitution du baron de Frolois son grand-oncle maternel. Il fut cornette de la compagnie des chevau-légers du prince de Condé pendant quatre ans, mestre de camp d'un régiment d'infanterie sous le nom de Nangis, par commission du 16 août 1636 puis mestre de camp du régiment de Picardie à la place du marquis de Breauté, par commission du 27 août 1640 et servit la même année au siège d'Arras. Gratifié d'une pension de 3 000 livres sur l'épargne, par lettres du 24 décembre 1642, il est fait maréchal de camp par brevet du 13 juin 1643 et en fit les fonctions au siège de Thionville. Il fut fait conseiller ordinaire du Roi en tous ses conseils d’État et Privé et des Finances le 27 février 1644 et fut tué le 14 juillet de la même année au siège de Gravelines à l'âge de 26 ans. Il fut enterré à Nangis. Il n'eut aucun enfant de Marie de Bailleul qu'il avait épousée par contrat du 17 février 1644. Elle était fille de Nicolas de Bailleul, baron de Châteaugontier seigneur de Vatetot, conseiller du Roi en tous ses conseils, ministre d’État, président au parlement de Paris, chancelier de la Reine régente, surintendant des finances de France, et d’Élisabeth-Marie Mallier du Houssay. Marie de Bailleul se remaria l'année suivante à Louis-Chalon du Blé, marquis d'Huxelles, veuf de Gabrielle de la Grange-Montigny, et fit élever un tombeau avec une épitaphe pour son premier mari en 1702. De ce mariage elle eut Nicolas Chalon du Blé maréchal de France.
- Anne de Brichanteau, née le 19 janvier 1620 qui était religieuse au monastère de la Congrégation de Notre Dame de Provins le 31 mars 1636 lorsque son père paya 3 000 livres pour sa dot, et 200 livres pour une année de sa pension, sous le nom de « Sœur Françoise de la Passion ».
- Madeleine de Brichanteau, née le 4 avril 1621 qui était novice au même couvent qu'Anne sa sœur en 1637.
- Charles de Brichanteau, né le 11 octobre 1622, abbé de Barbeau jusqu'au 17 février 1644. Il est qualifié baron de Frolois et marquis de Nangis le 17 octobre 1644. Son père lui donna les terres qu’avait eues son aîné, en le chargeant de payer 5 000 livres de rente à sa veuve pour la moitié de son douaire. Il fut nommé député de la noblesse du bailliage de Melun le  7 août 1651 pour les États Généraux. Il meurt le 4 juin 1652 sans enfants. Sa veuve transigea sur ses reprises et sur son douaire avec le marquis de Nangis son beau-père. Il avait épousé par contrat du 28 mars 1650 Marie le Bouteiller, fille de Jean le Bouteiller de Senlis, et d’Elizabeth de Prunelé[14]. Le mariage fut célébré le 25 mai 1650 en la paroisse de Saint-André-des-Arcs. Elle eut en dot 150 000 livres, et se remaria le 12 novembre 1653 à Henry Auguste d'Orléans, marquis de Rothelin.
- Claude Alphonse de Brichanteau marquis de Nangis, baptisé le 21 décembre 1632 qui suit.

Devenu veuf, Nicolas II de Brichanteau se maria en secondes noces à Catherine Hennequin par contrat du 15 décembre 1640. Catherine Hennequin était veuve une première fois de Charles de Balzac, seigneur de Dunes, gouverneur du duché d'Orléans puis veuve une seconde fois de César de Balzac, seigneur de Gié et gouverneur d'Orléans. Elle était la fille d'Antoine Hennequin, seigneur d'Assy (1538-1621), président au parlement de Paris, et de Jeanne Hennequin, fut mariée.

### Claude Alphonse de Brichanteau
Claude Alphonse de Brichanteau, chevalier, marquis de Nangis après ses frères, seigneur de Meillan, de Charenton, de Frolois, etc. Il est  baptisé sous le seul nom de Claude en la paroisse de Nangis, diocèse de Sens, le 21 décembre 1632 et substitué à ses frères par le testament de sa mère en 1637. Il est dit âgé de 6 ans en 1638 et était mineur en 1645. Il fut substitué sous le nom de Claude Alphonse à Charles son frère par leur père en 1648 et eut en commende l'abbaye de Barbeau en 1650. Son père lui donna en 1652 les terres de Nangis, Fontaines, Bailly, la Chapelle d'Arablay, Closfontaines, Vienne, Montramble, Corroy, Marchais, Malnouë, les Clos au bailliage de Melun , Brichanteau situé en la coutume de Chartres, Lezines et Sougnoles au bailliage de Provins, Mareuil-en-Berry, Meillan, Charenton, le Pondix et Mareuil-en-Bourbonnais, avec des droits sur la baronnie de Lihières, à charge de substitution, pour la branche du baron de Gurcy-Brichanteau. Il était qualifié marquis de Nangis et âgé de vingt ans, lorsqu'il accepta cette donation le 19 septembre 1652. Il est fait mestre de camp du régiment de Picardie après Charles Ier de La Vieuville, par commission du 2 octobre 1673 et gouverneur des ville & château de Ham, par provisions du 22 janvier 1656. Il commanda le régiment de Picardie pendant six ans et était lieutenant général des armées du roi, lorsqu'il fut blessé d'un coup de mousquet à la tête au siège de Bergues-Saint-Vinox le 21 juin 1658 et mourut de cette blessure à Calais le 15 juillet suivant. Son corps tut apporté à Nangis, et enterré le 1er août de la même année dans la chapelle des seigneurs de ce lieu.

Il se marie par contrat du 21 juin 1656 à Anne Angélique d'Aloigny de Rochefort, fille de Louis d'Aloigny, marquis de Rochefort, chevalier des ordres du roi, et de Marie Habert de Montmor. Elle était veuve et tutrice de son fils unique, lorsqu'elle obtint souffrance du bailly de Dreux le 9 octobre 1658 pour l'hommage des terres d'Orienville et de Serville. Elle fait son testament à Paris le 18 janvier 1676 et un codicille le 20 du même mois, par lesquels elle demanda d'être enterrée sans pompe devant la chapelle de la Vierge en l'église Saint-Jean-en-Grève, et donna tous ses biens au maréchal Henri Louis d'Aloigny son frère, en cas que son fils mourût en minorité et sans enfants.
Le couple eut un seul enfant :
- Louis Fauste de Brichanteau, marquis de Nangis, qui suit.

### Louis Fauste de Brichanteau
Louis Fauste de Brichanteau, marquis de Nangis, baron de Meillan, de Charenton, de Mareuil, de la Croisette, de Frolois, seigneur de Brichanteau, est baptisé en l'église Saint-Paul-Saint-Louis à Paris le 28 août 1657. Il fut fait colonel du Régiment Royal-La Marine, par commission du 4 août 1676 après la mort du marquis de Feuquières. Il fut fait brigadier des armées du roi par brevet du 26 avril 1689 et mourut à Strasbourg le 22 août 1690 d'une blessure à la tête qu'il avait reçue quelques jours auparavant dans les plaines d'Offenbourg, durant la guerre de la Ligue d'Augsbourg. Son cœur fut apporté le 8 septembre suivant à Nangis, où il fut enterré après quarante jours d'exposition.
 
Il fut marié avec dispense de consanguinité par contrat du 6 septembre 1676 à Marie Henriette d'Aloigny de Rochefort, sa cousine germaine, fille d'Henry-Louis d'Aloigny, marquis de Rochefort, maréchal de France, et de Madeleine de Laval-Bois-Dauphin. Elle se remaria par contrat du 3 mai 1691 à Charles de la Rochefoucauld de Roye-Roucy de Blanzac.

Louis Fauste de Brichanteau et  Marie Henriette d'Aloigny de Rochefort eurent :
- Louis Armand de Brichanteau (1682-1742), marquis de Nangis qui suit.
- Pierre César de Brichanteau Nangis, né le 6 novembre 1683 fut reçu chevalier de Malte le 27 septembre 1698 puis  il est fait enseigne des vaisseaux du roi le 13 décembre 1702, lieutenant par brevet du 17 mai 1707, capitaine de frégate le 10 juin 1706, et capitaine de vaisseau le 17 mai 1707. Ayant eu le malheur de perdre la frégate du roi, nommée La Parfaite, qu'il commandait dans la baie de Famagouste le 28 novembre 1717 il fut mis au conseil de guerre, qui le renvoya absous par jugement rendu à Toulon le 3 avril 1719 et punit l'officier de quart et les pilotes, comme les seuls cause de cet accident. Quelque temps après il quitta l'ordre de Malte, prit le nom de comte de Brichanteau, et fut fait chevalier de l'ordre de Saint-Louis, et mourut à Solliès en Provence le 14 juin 1728 sans avoir été marié. Il fut inhumé dans l'église des Capucins de Solliès.
- Louise Madeleine Thérèse de Brichanteau, qui épousa en la chapelle du château de Saint-Maur le 22 septembre 1710 Pierre François Georges d'Entraigues, comte de Meillan, connu ensuite sous le nom de duc de Talaris (fils de Pierre Gorge et de Julie d'Étampes-Valençay, elle-même fille de Dominique d'Estampes marquis de Valençay et de Marie-Louise de Montmorency-Bouteville). Elle mourut sans enfants en mai 1713.

### Louis Armand de Brichanteau
Louis Armand de Brichanteau né le 27 septembre 1682, baptisé en la paroisse de l'église Saint-Eustache de Paris le 29 janvier 1683, marquis de Nangis et du Châtel, seigneur de Brichanteau, etc. chevalier des ordres du roi, chevalier d'honneur de la reine, maréchal de France en 1741 décédé le 8 octobre 1742. 
Il avait épousé par contrat, le 8 janvier 1705, Marie Marguerite Fortin de La Hoguette, fille unique de Charles Fortin († 1693), marquis de la Hoguette, et de Marie Bonneau de Rubelles. C'était le choix de Louis XIV qui espérait ainsi blesser Marie-Adélaïde de Savoie, car le père de Marie Marguerite Fortin de La Hoguette était capitaine-lieutenant de la première Compagnie des Mousquetaires du roi, lieutenant général des armées du roi, commandant en Savoie, et gouverneur de Mézières et de Niort et était l'un des plus sanguinaires bourreaux de la Savoie.
Louis Armand de Brichanteau étant mort sans postérité le 8 octobre 1742, le marquisat et le château de Nangis échouent, par droit de succession, à Louis Régnier, marquis de Guerchy, lieutenant-général des armées du Roi, chevalier de ses ordres, et gouverneur d'Huningue, du chef de son aïeule, Julie, fille d'Antoine de Brichanteau (1552-1617), seigneur de Nangis et amiral de France.

## Branche de Gurcy

### François de Brichanteau
François de Brichanteau, baron de Gurcy, seigneur de Benegon, etc. fils puîné d'Antoine de Brichanteau, marquis de Nangis, Amiral de France, et d'Ántoinette de la Rochefoucaud Barbesieux passa au service de Charles-Emmanuel duc de Savoie avec une compagnie de cent hommes d'armes, dont le duc se fit ensuite une garde, à la tête duquel il servit pendant 24 ans en Savoie. Il eut un régiment d'infanterie de 25 compagnies, par commission du 1er juillet 1615 et fut blessé au  siège de San Damiano d'Asti en 1617 et fait maréchal de camp des armées du duc de Savoie, qui lui donna le collier de son ordre suprême de la Très Sainte Annonciade à la promotion du 2 février 1615 à Turin. Dans le partage fait le 13 février 1625 il est dit absent et stipule par l'évêque de Laon son frère, Philibert de Brichanteau qui accepta pour lui son lot consistant dans la terre et seigneurie de Gurcy-le-Châtel, avec les droits acquis par ses père & mère sur la terre de Benegon, ci-devant appartenante au seigneur de Neufvy. Étant revenu en France il se maria, assista avec sa femme au contrat de mariage de Antoinette de Brichanteau dame d'Escos sa nièce le 18 octobre 1634 fut pourvu après la mort de son frère Philippe de Brichanteau baron de Linières de la charge de capitaine de la compagnie des Gardes suisses de Monsieur duc d'Orléans le 9 mars 1639. Il obtint une pension de 3 000 livres par lettres du Roi du 20 mai 1643 et assista au contrat de mariage de François de Brichanteau, marquis de Nangis son neveu le 17 février 1644. Le duc Emmanuel de Savoie le qualifie «« son bien affectionné cousin » » dans une lettre qu'il lui écrivit le 26 juin 1648. Il fut institué légataire universel par le testament de Philibert son frère, évêque et duc de Laon le 8 novembre 1652. Il décède le 29 décembre 1656 et est enterré dans 1'église de Gurcy.

Il se marie par contrat du 31 mars 1631 avec Marie le Conte (ou Le Comte), fille de François le Conte (ou Le Comte), seigneur de Voisinlieu, de la Mothe, de Lorrez, du Plessis-Marcé, baron de Preaux, gentilhomme ordinaire de la chambre du Roi, et de Marguerite du Faur. Elle est présente au contrat de mariage de Claude Alphonse de Brichanteau, marquis de Nangis, le 21 juin 1656 puis à celui de Louis Fauste de Brichanteau le 6 septembre 1676 et de François son fils le 26 février 1677. Elle meurt à « Benegon » le 28 mars 1692 et est enterrée dans la chapelle seigneuriale de l'église de ce lieu.
Le couple eut 5 enfants :
- Nicolas de Brichanteau, seigneur de Gurcy, fut substitué à la terre de Brichanteau, et à la baronnie de Linières en 1652. Il est fait capitaine des chevau-légers par commission du 28 mai 1655. Il meurt au siège d'Ypres le 29 décembre 1658 sans postérité, étant capitaine au régiment de La Reine cavalerie il fut enterré dans l'église cathédrale d'Ypres, et son cœur fut porté dans l'église de Gurcy auprès de son père.
- François de Brichanteau, mort 6 mois après sa naissance.
- Françoise de Brichanteau, née le 8 janvier 1632 et décédée le 13 mai 1727 âgée de 95 ans 2 mois et 5 jours.
- Autre François de Brichanteau, seigneur de Gurcy, né le 4 janvier 1641.
- Anne de Brichanteau, née en 1651, religieuse aux Bénédictines de Provins, décédée en 1730.

### François II de Brichanteau
François de Brichanteau, seigneur de Gurcy, de Benegon, etc. né le 4 janvier 1641 fut substitué après son frère aîné, décédé, à la terre de Brichanteau, et à la baronnie de Linières en 1652. Il fut fait capitaine de cavalerie sous le nom de « marquis de Brichanteau », par commission du 3 mars 1672, premier capitaine, et major du régiment du Bordage cavalerie, par brevet du 20 novembre 1675. Il fut substitué avec ses enfants à la terre de Nangis, par le testament de Louis Fauste de Brichanteau, marquis de Nangis du 16 septembre 1688 qui le nomma aussi son exécuteur testamentaire, et tuteur honoraire de ses enfants, ordonnant que si ses fils mouraient sans postérité, sa fille fut mariée au comte de Brichanteau. Il vivait avec sa femme en 1698 et portait les armes pleines de Brichanteau. Il assista comme tuteur honoraire par procureur au contrat de mariage de Louis Armand de Brichanteau marquis de Nangis le 7 janvier 1705 et mourut en son château de Gurcy le 11 avril 1719.

Il fut marié par contrat du 26 février 1677 à Louise Genneviève de Villemontée, veuve d'Adam Pierre Barthélemy, seigneur de Bussy, et fille de François de Villemontée, conseiller au parlement, et de Catherine de Tumery-Boissise. Elle meurt à Gurcy le 25 mars 1701.
Ils ont 3 enfants :
- Louis de Brichanteau, seigneur de Gurcy, qui suit.
- Marie Geneviève de Brichanteau, qui était vivante en 1731.
- Louise Angélique de Brichanteau, décédée le 4 octobre 1700 et enterrée dans la chapelle de Gurcy.

### Louis II de Brichanteau
Louis de Brichanteau, seigneur de Gurcy, dit le marquis de Brichanteau, capitaine au régiment du Roi, par commission du 26 décembre 1703 et chevalier de l'ordre de Saint-Louis.

## Pour approfondir